# Cornelius Lott Shear
Cornelius Lott Shear (ur. 26 marca 1865 w Coyemans Hollow, zm. 2 lutego 1956 w Los Angeles) – amerykański mykolog i fitopatolog.
Urodził się w wiosce Coyemans Hollow, w hrabstwie Albany, w stanie Nowy Jork w USA. Studiował na Uniwersytecie w Nebrasce, otrzymując tytuł licencjata w 1897 i magisterium w 1900 r. W następnym roku rozpoczął pracę w USDA’s Bureau of Plant Industry. W 1906 przeniósł się do Waszyngtonu, a w 1923 został dyrektorem wydziału mykologii. W 1927 i 1928 wyjechał na Hawaje, gdzie zbierał okazy do swojej pracy naukowej.
Podczas swojej kariery pracował nad wieloma chorobami roślin, w szczególności chorobami żurawin, zgnilizną korzeni bawełny i czarną zgnilizną korzeni winogron. Był jednym z najbardziej wpływowych fitopatologów swoich czasów. Został też jednym z głównych założycieli American Phytopathological Society (Amerykańskie Towarzystwo Fitopatologiczne).
Przy nazwach naukowych utworzonych przez niego taksonów standardowo dodawane jest jego nazwisko Shear (zobacz: lista skrótów nazwisk botaników i mykologów).